# Rakeem Buckles
Rakeem Buckles (Miami, Florida, 15 de noviembre de 1990) es un baloncestista estadounidense que pertenece a la plantilla del Sigortam.net Bakirköy Basket de la Türkiye 1. Basketbol Ligi, la segunda competición de baloncesto de Turquía. Con 2,01 metros de estatura, juega en la posición de alero. 

## Trayectoria deportiva

### Universidad
Jugó tres temporadas con los Cardinals de la Universidad de Louisville, en las que promedió 4,6 puntos y 4,2 rebotes por partido. Se perdió la mitad de su temporada júnior debido a una lesión, y la temporada siguiente fue transferido a los Panthers de la Universidad Internacional de Florida, donde tuvo que pasar un año en blanco debido a la normativa de traspasos de la NCAA. Jugó una última temporada como universitario, promediando 13,7 puntos, 8,6 rebotes y 1,4 tapones por partido.

### Profesional
Tras no ser elegido en el Draft de la NBA de 2014, firmó su primer contrato profesional con el Oberwart Gunners de la Österreichische Basketball Bundesliga austriaca, con los que disputó una temporada en la que promedió 14,8 puntos y 7,9 rebotes por partido.
La temporada siguiente marchó a Italia para fichar por el NPC Rieti de la Serie A2. Jugó una temporada como titular, en la que promedió 12,9 puntos y 8,7 rebotes por encuentro.
En agosto de 2016 fichó por el S.C. RASTA Vechta de la Basketball Bundesliga alemana, pero es cortado en octubre tras promediar apenas 2 puntos en los cinco partidos disputados. Una semana más tarde firmó con el Kouvot Kouvola finlandés, donde acabó la temporada promediando 14,5 puntos y 9,5 rebotes por partido.
En junio de 2017 se comprometió con el Lille Métropole de la Pro B francesa, En su primera temporada en el equipo promedió 12,9 puntos y 6,7 rebotes por partido.
En verano de 2019, firmó por el Hapoel Haifa B.C., con el que ascendió a la Ligat Winner israelí para disputar la temporada 2020-21.
En la temporada 2021-22, firma por el En abril de 2022, firma por el Sigortam.net Bakirköy Basket de la Türkiye 1. Basketbol Ligi, la segunda competición de baloncesto de Turquía.